# Keith Stewartson
Keith Stewartson   (Barnsley, 20 de setembre de 1925 - Londres, 7 de maig de 1983) va ser un matemàtic anglès.

## Vida i obra
Stewartson va créixer a la ciutat de Billingham on el seu pare era mestre forner. Els anys 1942-1944 va estudiar al St. Catharine College (Universitat de Cambridge) i els dos anys següents, en plena Segona Guerra Mundial, va treballar per un centre de recerca del ministeri britànic de producció aeronàutica, on va començar a interessar-se pels problemes del flux dels fluids compresibles. El 1946 va tornar a Cambridge on el 1949 va obtenir el doctorat sota la direcció de Leslie Howarth.
El 1949 va ser nomenat professor de la universitat de Bristol en la qual Howarth havia estat nomenat catedràtic el mateix any. El 1958 va ser nomenat catedràtic a la universitat de Durham, en la qual va romandre fins als 1964 quan va passar al university College de Londres on va crear un dels més forts departaments especialitzats en la teoria de la mecànica de fluids. El 1974 va patir un atac de cor del qual es va recuperar, però l'abril i maig de 1983 va patir dos nous atacs dels quals va morir amb només 57 anys.
La teoria de la capa límit havia estat introduïda per Ludwig Prandtl el 1904. A partir de 1944 que va contribuir amb les més importants desenvolupaments d'aquesta teoria va ser Stewartson. El concepte de triple capa potser sigui la seva contribució més notable a les matemàtiques aplicades i a la mecìnica de fluids. El 1957 ja havia començat els seus estudis sobre les capes límit, desenvolupant l'equació de Davey-Stewartson.